# Васильев, Владимир Капитонович
Владимир Капитонович Васильев (1932—1994) — советский шахтёр, машинист экскаватора разреза «Прокопьевский» комбината «Кемеровоуголь», Герой Социалистического Труда.

## Биография
Родился 3 июня 1932 года в селе Ильчигуловка Миякинского района Башкирской АССР.
В 1947 году вместе с родителями приехал в город Прокопьевск, где в 1949 году, после окончания школы, поступил в ремесленное училище № 1 (позже СГПТУ № 41, ныне — политехнический техникум).
Окончив училище в 1951 году и получив специальность машиниста экскаватора, два года работал по распределению в Междуреченске, затем вернулся в Прокопьевск. Здесь работал на разрезе «Прокопьевский» сначала помощником машиниста, потом — машинистом экскаватора.
С 1957 года был бригадиром.
С 1964 по 1969 годы учился на вечернем отделении Прокопьевского горного техникума.
Результаты работы его бригады были впечатляющи: почти 10 миллионов кубометров горной породы передвинула она за три года IX пятилетки; первой на разрезе достигла 3-миллионного рубежа и в течение многих лет удерживала этот Кузбасский рекорд. Она была коллективом коммунистического труда.
В 1975 году Владимир Васильев был участником ВДНХ СССР.
C 1976 года находился на пенсии, жил в Прокопьевске.
Умер 20 октября 1994 года.

## Награды
- Указом Президиума Верховного Совета СССР от 29 декабря 1973 года за проявленную трудовую доблесть и достижение выдающихся успехов в выполнении социалистических обязательств, принятых на 1973 год, Васильеву Владимиру Капитоновичу присвоено звание Героя Социалистического Труда с вручением ордена Ленина и золотой медали «Серп и Молот»[2].
- Также награждён орденами Октябрьской Революции, «Знак Почёта» и медалями.
- Полный кавалер знака «Шахтёрская слава».
- Имя Героя было занесено в областную Книгу Почёта.